# Grumman Gulfstream II
Dimensions
Le Grumman G-1159 ou Gulfstream II est un avion d'affaires à double réacteurs fabriqué par Grumman puis Gulfstream Aerospace.

## Histoire
Grumman, principalement connu pour ses avions militaires (surtout ceux destinés à l'aviation navale), lance à la fin des années 1950 le Gulfstream I, un avion d'affaires à turbopropulseur, qui fait son premier vol en 1958. Rapidement, le succès de ce modèle convainct Grumman de lancer un jet d'affaire, capable de concurrencer le Lockheed JetStar, et se démarquant de ce dernier par une autonomie bien supérieure, permettant des vols transatlantiques,.
Son premier vol a lieu le 2 octobre 1966. En 1968, l'activité avions d'affaires de Grumman est séparée des activités militaires et devient Gulfstream Aerospace.
258 G-II ont été produits, jusqu'en 1980. Il a été remplacé par le Gulfstream III.

## Caractéristiques
Le fuselage est directement dérivé de celui du Gulfstream I (qui était plus spacieux que les jets d'affaire de première génération), il possède la même section et la même structure. Pour le reste, le G-II est un avion entièrement nouveau. L'aile a une flèche modérée (25°). Les réacteurs sont montés à l'arrière, ce sont des Rolls-Royce Spey 511-8 de 51 kN. Ces réacteurs appartiennent à la première génération de turbofans civils.
À partir de 1976, des réservoirs supplémentaires placés aux extrémités des ailes ont été proposés en option pour augmenter l'autonomie de l'avion.

## Utilisateurs
Les acheteurs du G-II sont principalement des compagnies multinationales et des compagnies d'avions taxi. Néanmoins, il a aussi trouvé des clients gouvernementaux et militaires : 
- Un avion a été utilisé par la NASA pour des essais d'une soufflante non carénée[4]
- Quatre G-II ont été modifiés par la NASA pour l'entrainement des pilotes de la navette spatiale. Leur cockpit était entièrement refait pour imiter celui de la navette[5].
- La Missile Defense Agency a utilisé un appareil modifié avec un télescope dorsal pour la détection des missiles ballistiques[6].
- La United States Air Force a utilisé les G-II, sous le nom C-20A, pour le transport de personnalité, en remplacement de ses JetStar. Le dernier appareil a servi jusqu'en 2015[7].

## Modèles
G-1159 ou G-II
Certifié le 19 octobre 1967.
G-1159B ou G-IIB
Fuselage du G-II avec les ailes du G-III.
C-11
Version militaire.